# Ocupação da Polónia (1939-1945)

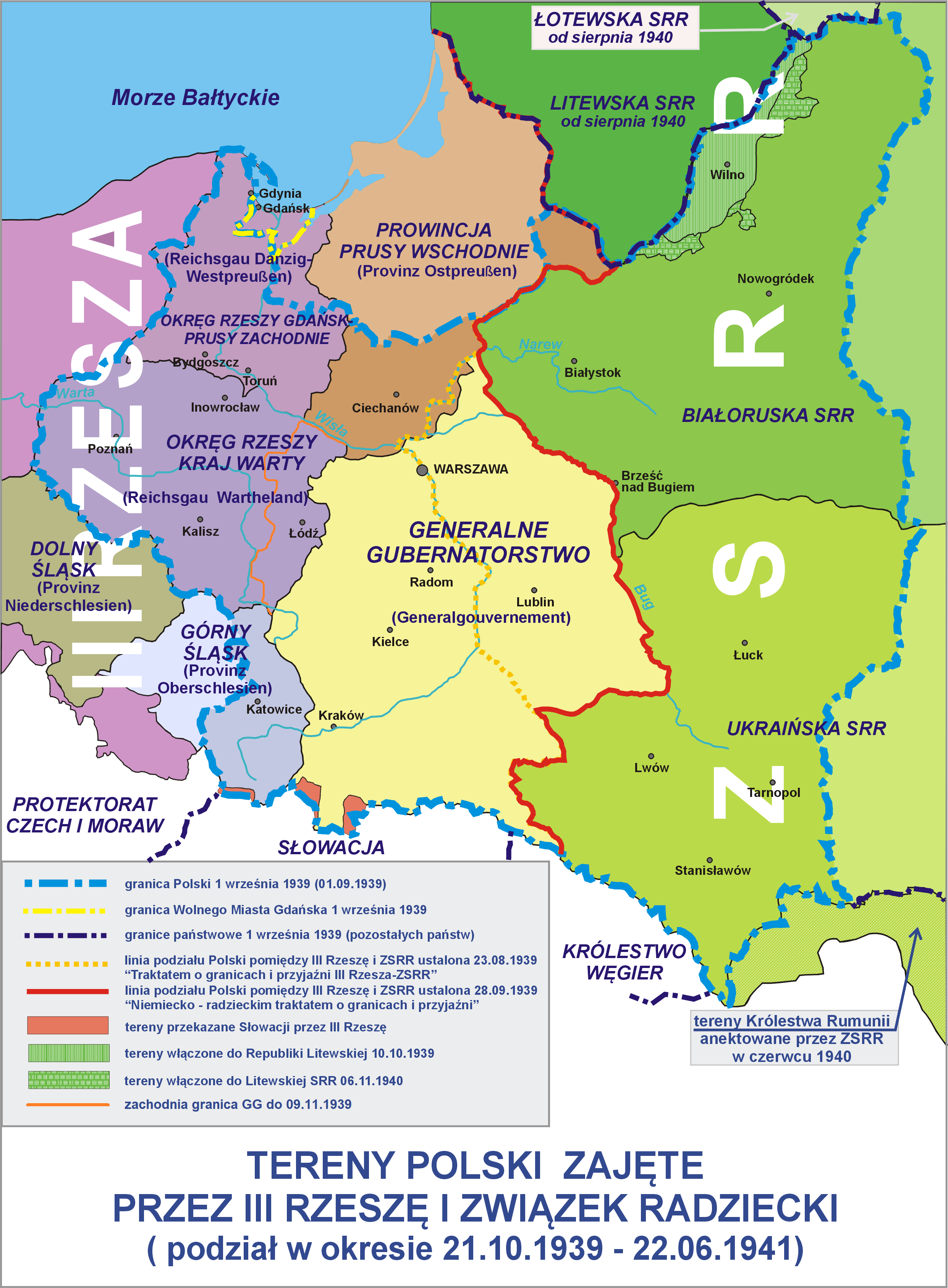
Mapa da quarta partição da Polónia—consequência do pacto nazi-soviético; divisão dos territórios da Polónia entre 1939 e 1941.

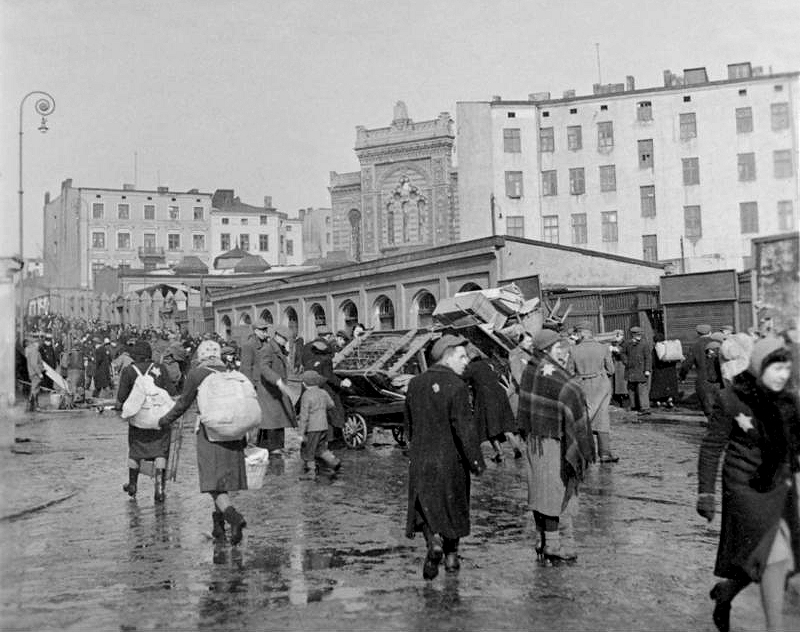
Judeus poloneses sendo deportados do gueto de Litzmannstadt, Polónia, em 1940

A ocupação da Polônia pela Alemanha Nazista e pela União Soviética durante a Segunda Guerra Mundial (1939-1945) começou com a invasão da Polônia em 1 de setembro de 1939 pelos alemães, e formalmente terminou com a derrota do nazismo pelas Quatro Potências em maio de 1945. Ao longo de todo o curso da ocupação estrangeira, o território da Polónia foi dividido entre a Alemanha Nazi e a União Soviética. No verão-outono de 1941, as terras anexadas pelos soviéticos foram invadidas pela Alemanha Nazi no decurso do inicialmente bem-sucedido ataque alemão à URSS. Após alguns anos de luta, o Exército Vermelho foi capaz de repelir os invasores afastando-os da URSS e de toda a Polónia, bem como do resto da Europa Oriental e Central.
Ambas as potências ocupantes foram igualmente hostis à existência de um estado soberano polaco, bem como reprimiram a sua cultura, visando a sua destruição. Antes da Operação Barbarossa, a Alemanha Nazi e a União Soviética coordenaram as suas políticas relacionadas com a Polónia, mais visivelmente nas quatro conferências Gestapo-NKVD, onde os ocupantes discutiram planos para lidar com o movimento de resistência polaca (Armia Krajowa) e com a destruição futura da Polónia.
Cerca de 6 milhões de cidadãos polacos - quase 21,4% da população da Polónia - morreram entre 1939 e 1945, como resultado da ocupação, metade dos quais eram judeus. Mais de 90% do número de mortos veio através de perdas não-militares, pois a maioria dos civis foram alvo de várias ações deliberadas por alemães e soviéticos.

## Ocupação, anexação e administração
Depois da Alemanha e da União Soviética terem particionado a Polónia em 1939, a maior parte do território etnicamente polaco acabou sob controle da Alemanha, enquanto as áreas anexadas pela União Soviética abrigavam etnicamente diversos povos, com a divisão em províncias ou territórios bilíngues, alguns dos quais tinham uma maioria não-polaca significativa (ucranianos no sul e bielorrussos no norte). Muitos deles acolheram os soviéticos, alienados na Polónia no período entreguerras. No entanto os polacos compunham a maioria étnica em todos os territórios anexados pela União Soviética.